# Сяо Баожун
Сяо Баожун (кит. трад.: 蕭寶融; піньїнь: Xiao Baorong; 488–502) — останній імператор Південної Ці з Південних династій.

## Життєпис
Малолітнього Сяо Баожуна готували до трону генерали Сяо Інчжоу та Сяо Янь як заміну для його старшого брата, Сяо Баоцзюаня, чиє правління було руйнівним, непослідовним і жорстоким. Після того, як було страчено головного міністра Сяо Ї, його брат Сяо Янь підбурив повстання й відкрито заявив, що ставить собі за мету повалення Сяо Баоцзюаня та зведення на трон Сяо Баожуна, якого було проголошено номінальним керівником повстання. Сяо Інчжоу, якого хотіли відрядити придушувати заколот, несподівано до нього приєднався. Навесні 501 року Сяо Баожуна було проголошено імператором у місті Цзянлін (сучасний Цзінчжоу, Хубей), але при цьому реальна влада опинилась у руках генерала Сяо Інчжоу.
У той час Сяо Янь просунувся з військами до столиці (Цзянкан) й оточив місто. Оборону очолювали генерали Ван Чженго та Чжан Цзі. Вони мали достатньо сил, щоб витримати облогу, проте імператор почав звинувачувати їх у бездіяльності. В результаті Сяо Баоцзюань був убитий ними, а місто здалось.
Таким чином 502 року Південна Ці припинила своє існування, їй на зміну прийшла заснована Сяо Янем Лян.
Впродовж кількох місяців Сяо Янь правив так, ніби Сяо Баожуна взагалі не існувало, вдова-імператриця Ван Баомін виконувала обов'язки регентки, а Сяо Янь правив від її імені. Тим часом було вбито братів імператора. Наприкінці весни 502 року імператора Сяо Баожуна запросили на зустріч із Сяо Янем, утім ще до його приїзду до столиці був виданий указ, завірений вдовою-імператрицею Ван, про припинення династії Південна Ці та проголошення Лян.
Тоді вже Сяо Янь як імператор надав Сяо Баожуну титул князя Балін, і виділив йому палац Гушу. Однак уже наступного дня за порадою чиновника Шень Юе, який попереджав його про можливість змови, до Сяо Баожуна був відряджений кур'єр, який спробував умовити його випити отруту. Сяо Баожун відмовився, але та відмова означала тільки, що замість самогубства він бажає бути вбитим. Він напився, й посланець Чжен Богун убив його. Сяо Баожун був похований з імператорськими почестями.

## Девіз правління
- Чжунсін (中興) 501-502